# Diecezja Grass Valley
Diecezja Grass Valley (łac. Dioecesis Vallispratensis, ang. Diocese of Grass Valley) – historyczna diecezja Kościoła rzymskokatolickiego w metropolii San Francisco w Stanach Zjednoczonych. Swym zasięgiem obejmowała tereny północnej Kalifornii i cały stan Nevada.

## Historia
Zapotrzebowanie na opiekę duszpasterską katolickich kapłanów w północnej Kalifornii wynikało z gorączki złota. W połowie XIX w., w krótkim czasie przybyło na te tereny dziesiątki tysięcy poszukiwaczy drogiego kruszcu. Wśród nich było wielu katolików, dla których tworzono nowe parafie. By ułatwić administrowanie rozległymi terenami Stolica Apostolska zdecydowała się na utworzenie wikariatu apostolskiego z siedzibą w Marysville. Kanoniczne erygowanie nowej jednostki administracyjnej Kościoła miało miejsce 27 września 1860 roku. Na czele wikariatu stanął niespodziewanie wykładowca seminaryjny z Dublinu ks. Eugene O’Connell (1815-1891). Niespodziewanie, było to bowiem zaskoczenie również dla niego. Odbył on co prawda kilkuletnią misję wśród katolików w San Francisco, ale powrócił do rodzinnej Irlandii, by jak wcześniej wykładać w seminarium. Siedzibą wikariatu była prokatedra św. Józefa w Marysville. Diecezja Grass Valley została kanonicznie erygowana 22 marca 1868 roku. Siedziba nowej diecezji była kolejnym zaskoczeniem dla ordynariusza. Uważał on taką nazwę dla diecezji za śmieszną (Grass Valley to w jęz. ang. trawiasta dolina) i zupełnie nie pasującą. Nigdy nie pogodził się z decyzją Watykanu i konsekwentnie rezydował w Marysville, podpisując się nawet w listach do Rzymu jako "biskup Marysville". "Fikcji prawnej" z katedrą św. Patryka w Grass Valley nie uznawał. Następca O’Connella ostatecznie doprowadził do likwidacji diecezji, do czego przyczyniło się opuszczanie tych terenów przez poszukiwaczy złota, a na jej miejsce powołano diecezję Sacramento.

## Ordynariusze
- Eugene O’Connell (1860–1884)
- Patrick Manogue (1884–1886)

## Diecezja obecnie
Obecnie siedziba diecezji - Grass Valley jest biskupią stolicą tytularną. Pierwszym i jedynym jak dotąd biskupem tytularnym Grass Valley jest biskup pomocniczy Hartford Christie Macaluso.